# Ctenopleura fisheri
Ctenopleura fisheri är en sjöstjärneart som beskrevs av Hayashi 1957. Ctenopleura fisheri ingår i släktet Ctenopleura och familjen kamsjöstjärnor. Inga underarter finns listade i Catalogue of Life.